# Поттер, Кассандра Линн
Касса́ндра Ли́нн (Ка́сси) По́ттер (англ. Cassandra Lynn "Cassie" Potter), урождённая Касса́ндра Ли́нн Джо́нсон, англ. Cassandra Lynn Johnson; род. 30 октября 1981, Бемиджи, Миннесота) — американская кёрлингистка.
В составе женской сборной США участвовала в зимних Олимпийских играх 2006 (заняли восьмое место), чемпионате мира (серебряные призёры в 2005). Чемпионка США среди женщин (2005). В составе юниорской женской сборной США участница и призёр юниорских чемпионатов мира (чемпионы в 2002). Двукратная чемпионка США среди юниоров.
Играет в основном на позиции четвёртого, много сезонов скип команды.

## Достижения
- Чемпионат мира по кёрлингу среди женщин: серебро (2005).
- Чемпионат США по кёрлингу среди женщин: золото (2005), серебро (2007, 2012), бронза (2011, 2014, 2017).
- Американский олимпийский отбор по кёрлингу: золото (2005), бронза (2001).
- Чемпионат мира по кёрлингу среди юниоров: золото (2002); серебро (2003).
- Чемпионат США по кёрлингу среди юниоров: золото (2002, 2003), серебро (1998, 2001).

- Почётный приз Всемирной федерации кёрлинга Frances Brodie Award: 2005.
- Лучшая кёрлингистка года в США (англ. USA Curling Female Athlete of the Year): 2005.
- Кёрлинг-команда года в США (англ. USA Curling Team of the Year): 2002, 2005[4].
- «Команда всех звёзд» чемпионата мира среди юниоров (англ. All-Star Team, Women): 2002.

## Команды
| Сезон                       | Четвёртый         | Третий         | Второй         | Первый                | Запасной                               | Турниры                          |
| --------------------------- | ----------------- | -------------- | -------------- | --------------------- | -------------------------------------- | -------------------------------- |
| 1995—96                     | Стейси Лиапис     | Джейми Джонсон | Касси Джонсон  | Tina Kelly            |                                        | ЧСШАЮ 1996 (4 место)             |
| 1997—98                     | Кассандра Джонсон | Джейми Джонсон | Tina Kelly     | Kristy Matson         |                                        | ЧСШАЮ 1998                       |
| 1997—98                     | Hope Schmitt      | Nikki Baird    | Katlyn Schmitt | Teresa Bahr           | Кассандра Джонсон                      | ЧМЮ 1998 (5 место)               |
| 1998—99                     | Кассандра Джонсон | Джейми Джонсон | Tina Kelly     | Kristy Matson         | тренер: Liz Johnson                    | ЧСШАЮ 1999 (4 место)             |
| 1999—00                     | Кассандра Джонсон | Джейми Джонсон | Tina Kelly     | Kristy Matson         | тренер: Liz Johnson                    | ЧСШАЮ 2000 (4 место)             |
| 2000—01                     | Кассандра Джонсон | Джейми Джонсон | Tina Kelly     | Kristy Matson         | тренер: Jim Dexter                     | ЧСШАЮ 2001                       |
| 2001—02                     | Кассандра Джонсон | Джейми Джонсон | Hope Schmitt   | Teresa Bahr Oberstein |                                        | АООК 2001 · ЧСШАЖ 2002 (4 место) |
| 2001—02                     | Кассандра Джонсон | Джейми Джонсон | Katherine Beck | Морин Брант           | Кортни Джордж (ЧМЮ) тренер: Jim Dexter | ЧСШАЮ 2002 · ЧМЮ 2002            |
| 2002—03                     | Кассандра Джонсон | Katherine Beck | Rebecca Dobie  | Морин Брант           | Кортни Джордж (ЧМЮ) тренер: Neil Doese | ЧСШАЮ 2003 · ЧМЮ 2003            |
| 2002—03                     | Кассандра Джонсон | Джейми Джонсон | Katie Beck     | Морин Брант           |                                        | ЧСШАЖ 2003 (4 место)             |
| 2003—04                     | Кассандра Джонсон | Джейми Джонсон | Katie Beck     | Морин Брант           | тренер: Neil Doese                     | ЧСШАЖ 2004 (4 место)             |
| 2004—05                     | Кассандра Джонсон | Джейми Джонсон | Джессика Шульц | Морин Брант           | Кортни Джордж (ЧМ) тренер: Neil Doese  | ЧСШАЖ/АООК 2005 · ЧМ 2005        |
| 2005—06                     | Кассандра Джонсон | Джейми Джонсон | Джессика Шульц | Морин Брант           | Кортни Джордж (ЗОИ) тренер: Neil Doese | ЗОИ 2006 (8 место)               |
| 2006—07                     | Кассандра Джонсон | Джейми Джонсон | Джессика Шульц | Морин Брант           |                                        | ЧСШАЖ 2007                       |
| 2007—08                     | Кассандра Джонсон | Джейми Джонсон | Джессика Шульц | Морин Брант           | Jackie Lemke тренер: Jim Dexter        | ЧСШАЖ 2008 (4 место)             |
| 2008—09                     | Кассандра Поттер  | Джейми Хаскелл | Laura Roessler | Jackie Lemke          |                                        | ЧСШАЖ/АООК 2009 (6 место)        |
| 2010—11                     | Кассандра Поттер  | Джейми Хаскелл | Морин Столт    | Stephanie Sambor      |                                        | ЧСШАЖ 2011                       |
| 2011—12                     | Кассандра Поттер  | Джейми Хаскелл | Jaclyn Lemke   | Stephanie Sambor      |                                        | ЧСШАЖ 2012                       |
| 2012—13                     | Laura Roessler    | Джейми Хаскелл | Jaclyn Lemke   | Stephanie Sambor      | Кассандра Поттер                       | ЧСШАЖ 2013 (6 место)             |
| 2013—14                     | Кассандра Поттер  | Джейми Хаскелл | Jaclyn Lemke   | Stephanie Sambor      | тренер: Sandra McMakin                 | АООК 2013 (4 место) · ЧСШАЖ 2014 |
| 2015—16                     | Джессика Шульц    | Касси Поттер   | Софи Бадер     | Морин Кларк           |                                        |                                  |
| 2016—17                     | Кассандра Поттер  | Jackie Lemke   | Софи Бадер     | Stephanie Bohan       |                                        | ЧСШАЖ 2017                       |
| 2019—20                     | Кассандра Поттер  | Кортни Джордж  | Jackie Lemke   | Jordan Moulton        | Софи Бадер                             | ЧСШАЖ 2020 (5 место)             |
| Кёрлинг среди смешанных пар |                   |                |                |                       |                                        |                                  |
| 2008—09                     | Касси Поттер      | Corrie Potter  |                |                       |                                        | ЧСШАСП 2009 (5 место)            |

(скипы выделены полужирным шрифтом)

## Частная жизнь
Из семьи кёрлингистов. Её младшая сестра — кёрлингистка Джейми Хаскелл (урожд. Джонсон), они вместе играли в одной команде несколько лет. Их родители, отец Тим Джонсон и мать Лиз Джонсон (англ. Liz Johnson), а также их дедушки и бабушки были кёрлингистами. Когда в 1980 году Тим и Лиз Джонсон выиграли чемпионат США по кёрлингу среди смешанных команд, Лиз была на 5-м месяце беременности, в результате которой родилась Джейми. Тим Джонсон некоторое время играл в команде Пита Фенсона, другого знаменитого кёрлингиста из Бемиджи; в частности, Тим играл в этой команде и тогда, когда она выступала как мужская сборная США на чемпионатах мира в 1993 и 1994.
Замужем, муж Корри Поттер (англ. Corrie Potter), тоже кёрлингист; они вместе играли на чемпионате США среди смешанных пар 2009 и других турнирах смешанных пар. У них один ребёнок, дочь.
Окончила Государственный университет Бемиджи (англ. en:Bemidji State University).
Начала заниматься кёрлингом в 1987, в возрасте 6 лет.